# Aergia
Aergia (Oudgrieks: Ἀεργία) is in de Griekse mythologie de personificatie van luiheid, ijdelheid en traagheid. Ze is de vertaling van het Latijnse Socordia of Ignavia: de naam werd naar het Grieks vertaald omdat Hyginus Mythographus haar noemde op basis van een Griekse bron, zo kan Aergia dus zowel als een Griekse en als een Romeinse god gezien worden. Haar tegenspeler is Horme, de godin van de inspanning.

## Familie
Aergia is de dochter van oergoden Aether en Gaia.

## Mythologie
Volgens Statius zou Aergia de slome bewaker zijn in  de rechtbank van Hypnos die gelegen is in het Dodenrijk.
In de holle inhammen van een diepe steenachtige grot zijn de hallen van luie Somnus/Hypnos (Slaap) en zijn ongestoorde onderkomen. De drempel wordt bewaakt door onbetrouwbare Quies/Hesychia (Stilte) en saaie Oblivio/Lethe (Vergeetachtigheid) en slome Ignavia/Aergia (Sloomheid) met een slaperige blik. Otia/Acratus (Gemak) en Silentia/Hesychia (stilte) zitten stil met gevouwen vleugels op het voorplein.